# Pendé (fiume)

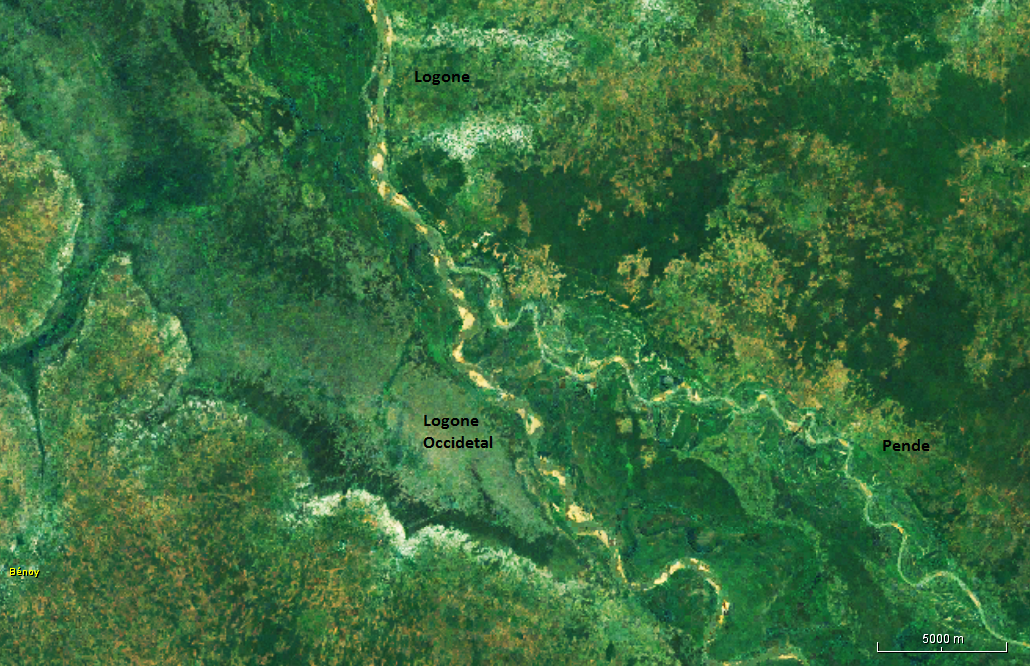
La confluenza del Pendé (a destra) con il Logone Occidentale (a sinistra).

Il Pendé (detto anche Logone Orientale) è un fiume dell'Africa centrale.

## Descrizione
È il ramo sorgentifero di destra del Logone. Ha la sua sorgente nella prefettura di Ouham-Pendé nella Repubblica Centrafricana e costituisce per un tratto di circa 40 km il confine tra questo paese e il Ciad. Circa 70 km a sud di Laï si unisce al Logone Occidentale (Mbéré) dando vita al Logone.

## Idrometria
La portata del fiume è stata misurata per 28 anni (1947-1975) a Doba, circa 70 km a monte della confluenza nel Logone.
La portata annua media registrata a Doba durante questo periodo è stata di 128 m³/s, alimentata da un'area di circa 14.300 km², pari a gran parte del bacino idrografico del fiume.